# Cintura di rocce verdi della Lapponia centrale
La cintura di rocce verdi della Lapponia centrale è una cintura di rocce verdi situata nella parte settentrionale dello scudo baltico e compresa nella Regione della Lapponia, nella parte settentrionale della Finlandia.
La cintura della Lapponia centrale fa parte di una più estesa cintura di rocce verdi risalenti al Paleoproterozoico, composta di rocce vulcaniche metamorfizzate e di rocce sedimentarie che ricoprono un basamento dell'Archeano; quest'ultimo è rappresentativo del cratone archeano della Carelia. La deposizione della sequenza di sedimenti della copertura è avvenuta tra 2,5 e 1,8 miliardi di anni fa, e pertanto conserva informazioni geologiche che si estendono su di un periodo di 700 milioni di anni della storia terrestre. 
La cintura di rocce verdi della Lapponia centrale contiene la registrazione di una prolungata serie di rifting, sedimentazioni e magmatismo precedenti alla collisione e chiusura del rift avvenuta 1,9 miliardi di anni fa e causata dall'amalgamazione del supercontinente Columbia.